# Фазо-частотная характеристика
Фа́зочасто́тная характери́стика (ФЧХ) — зависимость разности фаз между выходным и входным сигналами некоторой системы от частоты сигнала, функция, аналитически выражающая (описывающая) эту зависимость, также — график этой функции.
- Для линейной электрической цепи, это зависимость сдвига по фазе между гармоническими колебаниями на выходе и входе этой цепи от частоты гармонических колебаний на входе.

Часто ФЧХ используют для оценки фазовых искажений формы сложного сигнала, вызываемых неодинаковой задержкой во времени его отдельных гармонических спектральных составляющих при их прохождении через цепь.

## Определение ФЧХ
- В теории управления ФЧХ звена определяется тангенсом отношения мнимой части передаточной функции к действительной:

{\displaystyle \mathrm {tg} \,\varphi ={\frac {\mathrm {Im} (W(j\omega ))}{\mathrm {Re} (W(j\omega ))}}.}
В математике ФЧХ называют аргументом комплексной функции:
{\displaystyle W(j\omega )=A(\omega )e^{j\varphi (\omega )}.}
Для экспериментального построения ФЧХ обычно требуется нанести на график 5—8 точек в рабочем диапазоне частот. Частотой среза считают частоту окончания эксперимента.
Частотные характеристики, как и временные, содержат информацию о свойствах линейных динамических систем.